# Královnin omyl
Královnin omyl je jednoaktová opera českého skladatele Emila Němečka – autor ji žánrově označuje jako „gotická stylisace o jednom dějství“ – z roku 1918 na libreto Viléma Skocha. Premiéru měla 28. dubna 1922 v Národním divadle.

## Vznik a charakteristika opery
Královnin omyl je první provedená opera skladatele Emila Němečka. Ten ji napsal ve svých šestnácti letech, kdy už měl za sebou kompozici lyrického dramatu Trojí políbení podle Jaroslava Vrchlického, jakož i zhudebnění Jiráskovy Lucerny.
Opera vykazuje bohatou melodičnost a na svou dobu moderní harmonii. Ústřední postavou dramatu je královna Kunhuta, postavená do sváru dvou světů: svého vlastního, vyznačujícího se touhou po kráse, vášni a jasu a reprezentovaného pro ni Závišem, a „českého“ světa chladné přísnosti, zbožnosti a vlastenectví, reprezentovaného nepřítomným manželem a jeho tetou, svatou Anežkou. V tomto konfliktu u Kunhuty vítězí láska a život.
Opera byla přijata k provedení Národním divadlem a kritika byla nadšena debutem mladého chlapce a navíc samouka. Na opeře upoutala (slovy muzikologa Františka Paly) „obdivuhodná hudební vyspělost a ucelenost uměleckého výrazu, zvláště pak nevšední dovedná instrumentace a živý smysl pro jadrnou charakteristiku osob“. Vzbuzené naděje však v dalším vývoji Němeček zcela nenaplnil.
Opera byla v Národním divadle uvedena poprvé v kombinaci s Mascagniho Sedlákem kavalírem, později i s jinými díly, celkem sedmkrát. V jiných divadlech nastudována nebyla.

## Osoby a první obsazení
| osoba                                                                       | hlasový obor | premiéra (28.4.1922)   |
| --------------------------------------------------------------------------- | ------------ | ---------------------- |
| Kunhuta, česká královna, žena Přemysla Otakara II.                          | soprán       | Marie Šlechtová        |
| Anežka, králova teta, abatyše                                               | alt          | Marie Rejholcová       |
| Magdalena, dívka z družiny královny                                         | soprán       | Markéta Letnianská     |
| Božena, dívka z družiny královny                                            | alt          | Karla Brodecká         |
| Záviš z Falkenštejna                                                        | tenor        | Mirko (Vladimír) Štork |
| Posel                                                                       | bas          | Luděk Mandaus          |
| Dirigent: Josef Vinkler, režisér: Robert Polák, scéna: Josef Matěj Gottlieb |              |                        |

## Děj opery
Děje se na hradě pražském, po bitvě na Moravském poli.
Zatímco pražský královský dvůr s neblahým tušením očekává zprávu o výsledku bitvy, královna Kunhuta se o osud svého manžela Přemysla Otakara II. nestará; nemiluje ho a jeho velikost, mužnost a síla se jí spíše protiví. Místo toho – k nevoli svaté Anežky, manželovy tety – pozvala ke dvoru známého rytíře a pěvce milostných písní Záviše z Falkenštejna. Jeho lyrickému dvoření a básnickému vyznání lásky ráda podléhá a opětuje je. V okamžiku největšího milostného roztoužení přichází drtivá zpráva o králově smrti.
Královnou vědomí Otakarovy smrti otřese. Náhle prudce cítí ve svém nitru vášnivou lásku k němu, kterou ze své ješitnosti tajila a nepřiznávala si, a v odmítání manžela poznává svůj životní omyl. Pod tímto poznáním se hroutí, ale je to opět láska, vítězící nad smrtí a minulostí, která ji zase povznese a dává jí sílu k novému životu po boku Záviše.